# 華盛頓海茨 (紐約州)
華盛頓海茨（英語：Washington Heights）是位於美國紐約州奧蘭治縣的普查規定居民點。

## 人口
根據2020年美國人口普查的數據，華盛頓海茨的面積為3.82平方千米，當中陸地面積為3.81平方千米，而水域面積為0.01平方千米。當地共有人口2205人，而人口密度為每平方千米577.23人。